# Jawalamukhi
Jawalamukhi là một thị xã và là một nagar panchayat của quận Kangra thuộc bang Himachal Pradesh, Ấn Độ.

## Nhân khẩu
Theo điều tra dân số năm 2001 của Ấn Độ, Jawalamukhi có dân số 4931 người. Phái nam chiếm 52% tổng số dân và phái nữ chiếm 48%. Jawalamukhi có tỷ lệ 77% biết đọc biết viết, cao hơn tỷ lệ trung bình toàn quốc là 59,5%: tỷ lệ cho phái nam là 81%, và tỷ lệ cho phái nữ là 73%. Tại Jawalamukhi, 12% dân số nhỏ hơn 6 tuổi.